# BB met R

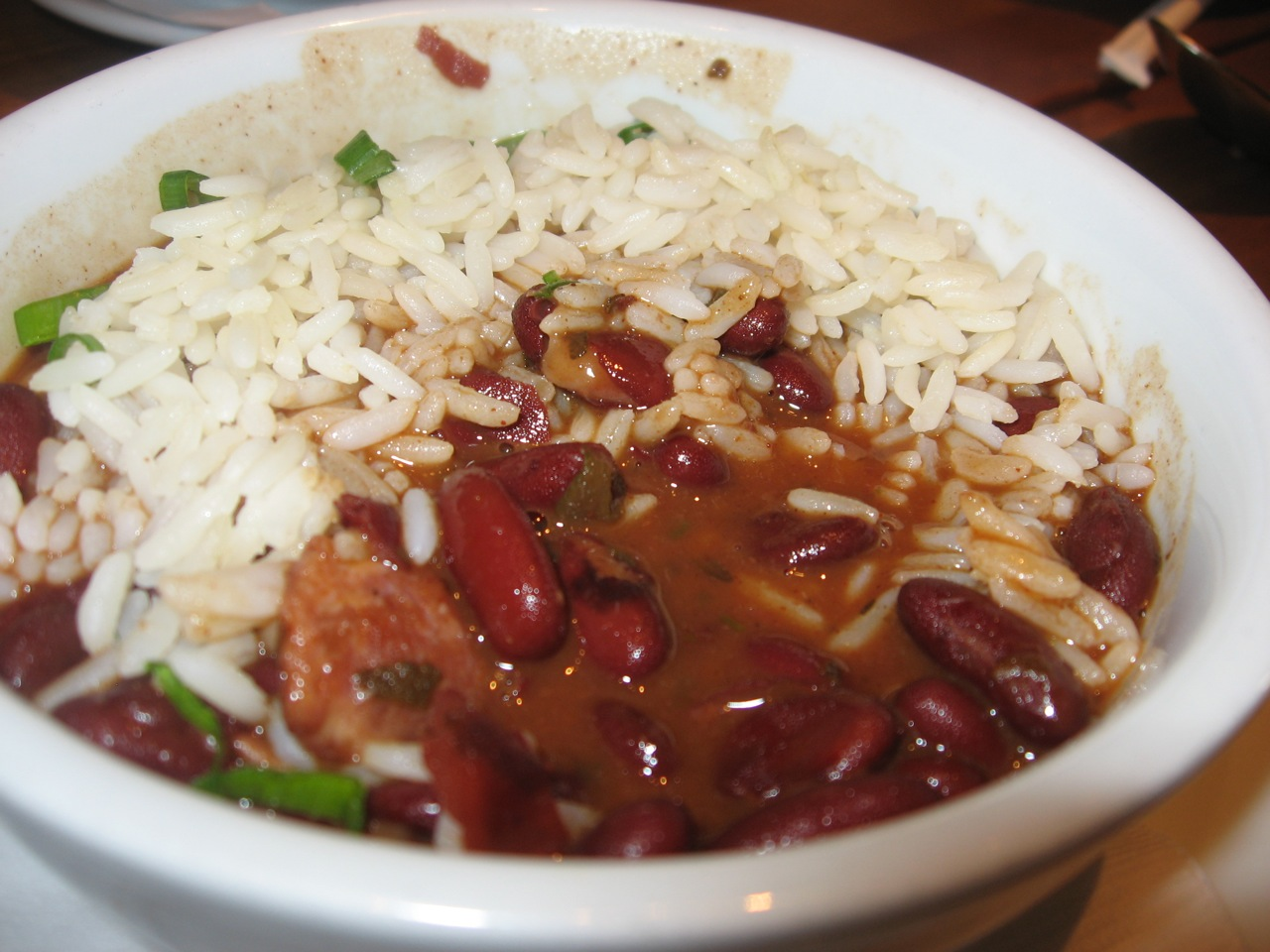
Bruine bonen en rijst

BB met R staat voor Bruine bonen met rijst en is onder deze naam een Surinaams gerecht waarin kip en soms ook saucijzen, rookworst en/of gerookte kip, gekookt wordt samen met bruine bonen.
Naast de vier Surinaamse kruidengangmakers (bouillonblok, verse peper, gesnipperde ui, zwarte peper verse knoflook en af en toe een tikje nootmuskaat) zit er nog verse tomaat (of soms ook tomatenpuree), pimentkorrels, (snij)selderij en laurierblad. Dit geheel wordt met witte rijst opgediend.
In vroegere tijden bestond BB met R uitsluitend uit bruine bonen met rijst. Daarom behoudt dit gerecht nog steeds die naam, ondanks dat velen er nu ook kip en zoutvlees aan toevoegen. Zelfs het in 1908 geïntroduceerde Maggiblokje was afwezig in het oorspronkelijke recept. In plaats daarvan werden lontai, een laurierblad, een snuf zout, versgeraspte nootmuskaat en de blaadjes van lavas gebruikt. Lavas, ook bekend als Maggikruid, lijkt op selderij maar heeft een veel scherpere smaak.
De bonen voor dit gerecht werden uit Nederland meegenomen, en het recept heeft zijn oorsprong in de Joods-Surinaamse keuken. Dat het gerecht bewaard is gebleven, komt doordat het is opgenomen in de Creools-Surinaamse keuken. Het waren de Sefardische (Spaans-Portugese) joden die deze bonenschotel als eersten bereidden in Suriname. In Spanje worden "boon" en "joods" niet voor niets allebei nog steeds "judia" genoemd: menig Joodse keukenexpert wist en weet met deze ingrediënten een hemels gerecht te bereiden. Het serveren met rijst komt ook voort uit de Sefardische culinaire traditie.